# Леа Акерман
Леа Акерман (2. фебруар 1937 — 31. октобар 2023) била је немачка католичка часна сестра, активисткиња која се борила против сексуалног туризма и присилне проституције, прво у Африци, где је основала организацију Solwodi (Солидарност са женама у невољи). Почев од 1987. године радила је у истој области у Немачкој. Добила је Орден заслуга Савезне Републике Немачке и друга признања.

## Живот
Леа Акерман је рођена у Феклингену 2. фебруара 1937. године и одрасла је у Сарбрикену. По завршетку школе, била је банкарски шегрт, а затим је радила у банци, укључујући једну годину у Паризу.
Године 1960. Леа Акерман је одлучила да се придружи реду сестара мисионарки Госпе од Африке, познатих и као Беле сестре. Студирала је језике, теологију, педагогију и психологију. Године 1977. стекла је докторат из педагогије на Универзитету Лудвиг Максимилијан из Минхена, са дисертацијом о образовању у Руанди.
Радила је као учитељица у Руанди и Кенији, где је долазила у контакт са женама које су биле жртве сексуалне експлоатације, трговине људима, сексуалног туризма и присилне проституције. Године 1985, заједно са Фрицом Костером, основала је организацију Solwodi у Момбаси, живећи животом „солидарног са женама у невољи“. Пројекат нуди саветовање и едукацију како би се женама помогло да стану на ноге. Акерман је касније са Агнес Мајлу основала под-пројекат за помоћ девојчицама, Solgidi (Солидарност са девојчицама у невољи).
Након повратка у Немачку 1987. године, основала је Solwodi Немачка, која се развила у организацију која делује на 18 локација, са државним удружењима у Северној Рајни-Вестфалији, Доњој Саксонији, Рајна-Палатинату, Баварској, Баден-Виртембергу и Берлину. Они брину о женама које су у Немачку дошле као избеглице или имигранти, које су доживеле сексуалну експлоатацију, принудну проституцију и принудне бракове. Жене добијају социјалну и психолошку негу, медицинску и правну подршку и помоћ у проналажењу посла и дома. Она је саслушана као експерт у парламенту Бундестага 2013. године, где је тражила право боравка за све жртве принудне проституције из земаља које нису чланице Европске уније. Држала је предавања и водила Solwodi до своје 85. године.
Леа Акерман се појавила без монахиског хабита, носећи само крст као огрлицу. Била је становница Бопарда, где је живела у некадашњој свештеничкој кући међу виноградима. Из здравствених разлога преселила се у дом за старије особе у Триру неколико недеља пре него што је умрла.
Леа Акерман је преминула у болници у Триру 31. октобра 2023. године, у 86. години.

## Награде
Акерман је добила Орден за заслуге Савезне Републике Немачке 1996. године, Орден за заслуге Рајнске области Савезне Републике Немачке 29. фебруара 2012. године за свој рад за права жена. Добила је Augsburger Friedenspreis 2014. године.2019. године добила је Eine-Welt-Medaille (Једна светска медаља) за њена животна достигнућа, од министра Герда Милера из Савезног министарства за економску сарадњу и развој. Била је номинована за награду Сахаров 2021. године.

## Публикације
- Ackermann, Lea; Fritz Köster Über Gott und die Welt Gespräche am Küchentisch. 2007. (in German). München: Kösel. ISBN 978-3-466-36737-5. OCLC 706980569.
- Ackermann, Lea; Cornelia Filter (2009). Um Gottes Willen, Lea! mein Einsatz für Frauen in Not. (in German). Freiburg, Br: Herder. ISBN 978-3-451-06029-8. OCLC 319862237.
- Ackermann, Lea; Mary Kreutzer; Alicia Allgäuer In Freiheit leben, das war lange nur ein Traum mutige Frauen erzählen von ihrer Flucht aus Gewalt und moderner Sklaverei. 2010. (in German). München: Kösel. ISBN 978-3-466-30878-1. OCLC 763851859.